# Ère Jōryaku
L'ère Jōryaku (en japonais: 承暦)  est une des ères du Japon (年号, nengō, littéralement « le nom de l'année ») suivant l'Ère Jōhō et précédant l'ère Eihō s'étendant du mois de novembre 1077 au mois de février 1081. L'empereur régnant est Shirakawa-tennō (白河天皇).

## Changement de l'ère
- 27 janvier 1077 Jōryaku gannen (承暦元年?) : Le nom de la nouvelle ère est créé pour marquer un événement ou une série d'événements. L'ère précédente se termine là où commence la nouvelle, en Jōhō 4, le 17e jour du 11e mois de 1077[1]

## Événements de l'ère Jōryaku
- Jōryaku gannen (承暦元年) ou Jōryaku 1 (1077):
- 1077 (Jōryaku 1, 1er mois) : Shirakawa visite les sanctuaires Kamo-jinja, le Kiyomizu-dera et d'autres temples bouddhistes[2].
- 1077 (Jōryaku 1, 2e mois) : L'Udaijin Minamoto no Morofusa meurt d'un ulcère à l'âge de 70 ans[2].
- 1077 (Jōryaku 1): L'empereur fait construire le temple Hosshō-ji (consacré à la « supériorité de la loi bouddhiste ») à Shirakawa en accomplissement d'un vœu sacré. Ce temple est le premier d'une série de temples créés par décret impérial pour honorer des vœux sacrés. La pagode à neuf étages du temple Hosshō-ji est la structure de temple bâtie sur ordre impérial la plus élaborée construite jusqu'alors[3].
- 1079 (Jōryaku 3, 10e mois) : L'empereur visite le sanctuaire Fushimi Inari-taisha au pied du mont Fushimi ainsi que le sanctuaire Yasaka-jinja[2].

| Jōryaku   | 1er  | 2e   | 3e   | 4e   | 5e   |
| Grégorien | 1077 | 1078 | 1079 | 1080 | 1081 |